# Ginnie Mae
Ginnie Mae (Langname Government National Mortgage Association, GNMA) ist ein Staatsunternehmen in den USA mit dem Betriebszweck der Förderung des Eigenheims durch die Bereitstellung von günstigen Hypothekendarlehen für Hauskäufer und Bauherren.
Der verbreitete Begriff Ginnie Mae ist ein Quasi-Akronym für den Langnamen Government National Mortgage Association.

## Geschichte
Ginnie Mae entstand 1968 aus Teilen der damals privatisierten vormals staatlichen Hypothekenbank Fannie Mae. Ginnie Mae blieb damals staatseigen (englisch Government-owned enterprise), während Fannie Mae als privatisiertes Unternehmen den Status eines Government-sponsored enterprise erhielt. Das Unternehmenswachstum der Gennie Mae war rasant, so dass sie einen Teil ihres Kreditportfolios durch Verbriefung in Mortgage Backed Securities (MBS) über die Fannie Mae an Investoren weitergab. 1977 folgte diesem Beispiel die Investmentbank Salomon Brothers, welche die erste private Verbriefung von Hypothekenkrediten der Bank of America durchführte. Als sich im August 2007 eine Immobilienblase entwickelte, geriet der US-Immobilienmarkt insbesondere durch die Subprime-Krise in eine Marktstörung und löste die Finanzkrise ab 2007 aus. 